# Meliponomima martensis
Meliponomima martensis är en tvåvingeart som beskrevs av Artigas och Nelson Papavero 1989. Meliponomima martensis ingår i släktet Meliponomima och familjen rovflugor. Inga underarter finns listade i Catalogue of Life.